# 宅 (亚文化)

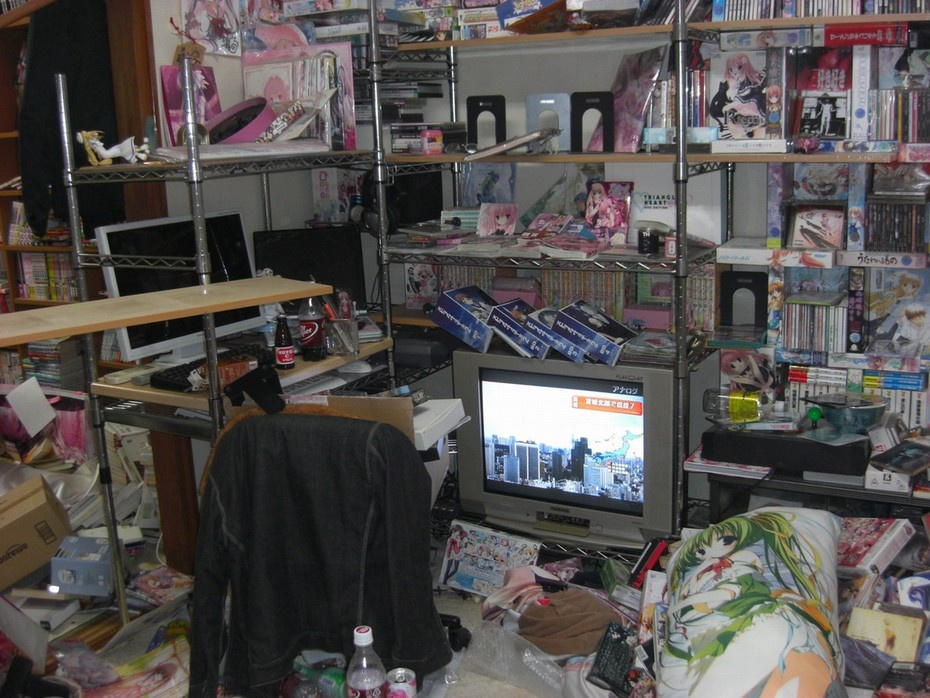
一個刻板印象的宅男/宅女房間形像

宅，是日本「御宅族」概念引進華語圈後的變體使用，除了沿用日語原意指涉特定流行文化的愛好者之外，也用來稱呼喜歡待在家裡的族群，視情況帶有貶義。衍生詞語包括宅男、宅女、阿宅、死宅、肥宅、死肥宅、宅人类等。

## 日本的御宅文化
日本的御宅文化起源于ACGN文化，在20世纪8-90年代开始兴盛。“御宅”本义是说话人对对方居所的敬称，也是对对方的代称，并逐步衍生出了调侃义，在ACGN爱好者中较为流行，逐渐也成为了对“对某一种特定爱好有一定程度的深入了解的人”的代称。

## 传入华语后的含义流变
“御宅”一词大约在2000年代中期随着ACGN文化一并传入台湾，而后又從台湾传播至其他华语世界。在汉语语境下，加上網路文化崛起的背景，人们更侧重于“宅”的意义，即偏重于“喜欢待在家里”而不出门的义项，而这与日本语境下的“御宅”已经有很大的差别了。因此在汉语语境下，“宅”与“尼特族”、“飞特族”并没有过多的区别，经常被混用。
2012年，“宅男”、“宅女”两词被正式收入现代汉语词典。

## 特殊类型的宅

### 军事宅
軍事宅或軍武宅是特别热爱军事、武器以及军事冲突等的宅男、宅女。一般来说不便于简称为「军宅」，因为「军宅」易与军人的住宅混淆。台湾作家管仁健就自认为是军事宅。軍事宅也是一些流行创作的主題，例如日本漫畫《軍武宅轉生魔法世界，靠現代武器開軍隊後宮!?》，又比如《當現代武器落入無論如何都不想敗落的惡役大小姐手裡時便是這副模樣》（日文：どうしても破滅したくない悪役令嬢が現代兵器を手にした結果がこれです）。

### 铁路宅
铁路宅，铁路宅是属于在家（网络上）里不断地去收集各种的火车（地铁，高铁）等关于铁轨的车辆。

## 知名人物或媒体对“宅”的阐述引发的爭議事件
- 2009年3月15日，香港無綫電視（TVB）的新聞節目《星期日檔案》播出名為「港女‧講男」的特輯，節目把港男等同電車男及宅男，當中被認為有誤導及抹黑御宅族成份，引起網友的激烈迴響。
- 2007年9月1日，吳宗憲於《我猜我猜我猜猜猜》節目中，在翻閱輕小說《涼宮春日的憂鬱》時讀出自編內容，有意見認為是誤導觀眾將該作品視為色情作品，引發爭議。
- 黑澀會中的祐祐曾說出「宅男根本不應該活在這世上」的言論，遭到網路上的負面反應。[5]
- 新聞上曾以《女生怨：交大男「很宅」》為標題，對交大學生有諸多不必要的話題製造，造成許多交大學生不滿。[6]
- I'm vlog網絡影片徵稿比賽在首頁廣告欄曾引發出「醒醒吧~阿宅。」用語，更出現「動漫迷在要求尊重前，有先做到自重嗎？」帶有爭議的開放辯論議題。
- 2015年7月20日，台北捷運發生隨機砍人事件。台北市長柯文哲針對此事於媒體發言，節錄如下：「……如果對象是一種很孤立的、跟家人也沒有密切來往的這種宅男與社會孤立分子，目前體系裡好像沒辦法把這些人找出來去追蹤。……」。此言論引起不少御宅群起反彈，亦讓宅男一詞更顯負面。[7]察覺失言後，柯文哲市長於22日改稱精準的說法為「社會孤立的疏離分子」。[8]